# الیویه پیشنس
 الیویه پسیانس (انگلیسی: Olivier Patience؛ زاده ۲۵ مارس ۱۹۸۰) یک تنیس‌باز اهل فرانسه است. 